# Ports (comarca)
Ports Spanyolországban, Valencia Castellón tartományában található comarca. Ports Alt Maestrat, Baix Maestrat, Matarraña, Bajo Aragon és Maestrazgo comarcákkal határos.
Ports területe nagyjából egybeesik a régi Ports de Morella (Spanyolul: Los Puertos de Morella) régióval annyi különbséggel, hogy mára már Catí és Vilafranca-i önkormányzat már nem része ennek a régiónak. Az imént említett önkormányzatok már Alt Maestrat comarcához tartoznak.

## Önkormányzatai
| Önkormányzat          | Lakosság | Terület | Népsűrűség |
| --------------------- | -------- | ------- | ---------- |
| Morella               | 2.854    | 413,5   | 6,90       |
| Forcall               | 540      | 39,3    | 13,74      |
| Cinctorres            | 504      | 34,9    | 14,44      |
| Portell de Morella    | 258      | 49,40   | 5,22       |
| Castellfort           | 235      | 66,7    | 3,52       |
| La Mata de Morella    | 195      | 15,2    | 12,82      |
| Todolella             | 143      | 34,0    | 4,20       |
| Zorita del Maestrazgo | 152      | 68,8    | 2,20       |
| Olocau del Rey        | 135      | 44,0    | 3,06       |
| Vallibona             | 98       | 91,4    | 1,07       |
| Herbés                | 65       | 27,1    | 2,39       |
| Villores              | 53       | 5,3     | 10,00      |
| Palanques             | 34       | 14,3    | 2,37       |